# ماوريسيو هرنانديز
ماوريسيو هرنانديز (بالإسبانية: Mauricio Hernández Rizo)‏ هو لاعب كرة قدم مكسيكي، ولد في 22 مايو 1993.